# Xederra chthonius
Xederra chthonius är en insektsart som beskrevs av Rentz, D.C.F. 1985. Xederra chthonius ingår i släktet Xederra och familjen vårtbitare. Inga underarter finns listade i Catalogue of Life.